# John Franklin
Chuẩn Đô đốc John Franklin (sinh ngày 16 tháng 4 năm 1786 - mất ngày 11 tháng 6 năm 1847) là một chỉ huy Hải quân Hoàng gia Anh và thám hiểm vùng Bắc Cực. Franklin cũng từng là thống đốc của Tasmania trong nhiều năm.